# Шарифов, Мунис Мамед Исмаил оглы
Шарифов Мунис Мамед Исмаил оглы (род. 24 апреля 1962, Арабоджагы, Агдашский район) — азербайджанский музыкант, кеманчист. Народный артист Азербайджана (2016).

## Биография
Мунис Шарифов родился в 24 апреля 1962 года в с. Арабоджагы. В 1977 году окончил Музыкальный техникум имени А. Зейналлы. В 1986 году окончил Азербайджанскую государственную консерваторию.
С 1990 года работает концертмейстером-преподавателем Бакинской музыкальной академии. Также является сотрудником лаборатории по восстановлению старинных музыкальных инструментов Бакинской музыкальной академии.
Выступал на множестве государственных мероприятий в составе своего ансамбля.
В 2002 году представил музыкальное искусство Азербайджана в Париже и Страсбурге на мероприятиях ЮНЕСКО. Был выпущен компакт-диск ЮНЕСКО с записями ансамбля.
Принимал участие в фестивале «Голоса сердец» в Душанбе в 2005 году и Неделе культуры исламских стран в Стамбуле.
В 2012, 2014, 2015, 2016, 2017, 2018 и 2019 годах награждён премией Президента Азербайджана. В 2016 году удостоен звания народного артиста Азербайджана за заслуги в развитии музыкальной культуры.

## Фильмография
- «Qız qalası» (фильм, 2000)